# Herbert Alsen
Herbert Alsen (* 12. Oktober 1906 in Hildesheim; † 25. Oktober 1978 in Wien) war ein deutsch-österreichischer Opernsänger (Bass).

## Leben
Der Architektensohn, der bereits während seiner Gymnasialzeit im bischöflichen Orchester spielte, wollte nach dem Abitur eigentlich Geiger werden. Doch während seines Musikstudiums an der Musikakademie in Berlin fiel seine Gesangsstimme auf, die er fortan ausbilden ließ. Zugleich studierte er Theaterwissenschaften an der Friedrich-Wilhelms-Universität.
Sein erstes Engagement als Sänger erhielt er 1932 in Hagen, wo er als Rocco in Fidelio debütierte. Bald folgten Engagements an die Bühnen von Dessau und Wiesbaden. 1935 nahm er ein Angebot der Staatsoper Wien an. Dort sang er alle großen Partien seines Faches. Dem Wiener Opernhaus gehörte Herbert Alsen bis 1949 als festes Ensemblemitglied an. Der Künstler trat auch bei den Salzburger Festspielen auf. Dort sang er beispielsweise von 1936 bis 1938 den Pogner in Die Meistersinger von Nürnberg, 1939 den Kasper im Freischütz, 1939 und 1941 das Bass-Solo in der 9. Sinfonie von Ludwig van Beethoven. Er wurde auf der Gottbegnadeten-Liste des dritten Reiches als wichtiger Künstler aufgeführt.
Zu seinen Lieblingsrollen gehörten Gurnemanz im Parsifal, Sarastro in der Zauberflöte und Osmin in der Entführung aus dem Serail. Herbert Alsen, der 1947 zum österreichischen Kammersänger ernannt wurde, sang an den großen Opernbühnen der Welt, in New York, London, Mailand, München, Salzburg, Berlin etc. Er beendete seine Bühnenkarriere nach einem Autounfall 1959.
Im Ruhestand zog sich Alsen mit seiner Frau in ein Landhaus am Neusiedler See zurück und schuf dort 1957 die Seespiele Mörbisch. Im März 1959 wurde er zum Leiter der Burgenländischen Landesintendanz bestellt und übernahm damit auch die Leitung der seit 1954 bestehenden Burgspiele Forchtenstein in deren Nahbereich 1962 mit dem Grillparzer-Forum ein internationales Zentrum der Grillparzer-Forschung entstand, aus dessen Mitte 1963 die Anregung zur Stiftung des Grillparzer-Ringes kam. Vor Beginn der Saison 1965 wurden die beiden Spiele (einschließlich Grillparzer-Forum) in der Veranstaltungs- und Verwaltungsgemeinschaft Burgenländische Festspiele organisatorisch zusammengefasst – und von Alsen als deren Intendant bis zu seinem Tode geleitet.
Herbert Alsen, Ehrenbürger von Mörbisch am See, Träger des Grillparzer-Rings, wurde am 2. November 1978 auf dem evangelischen Friedhof von Mörbisch zur letzten Ruhe bestattet. Am 26. Juli 1980 wurde in Mörbisch am See der Platz hinter der evangelischen Kirche, verbunden mit der Enthüllung eines Gedenksteins, offiziell zum Prof.-Herbert-Alsen-Platz.
Der Sänger war seit 1942 mit der Kostümbildnerin Gisela Bossert verheiratet. In den Jahren 1957 bis 1991 war sie in Mörbisch für den
Entwurf der Kostüme zuständig. Sie verstarb am 17. März 2012, 90-jährig. Aus der Ehe ist die Tochter Marina Alsen
(* 1942) hervorgegangen. Seit 1958 war er Mitglied der Loge Freundschaft.
Eine umfangreiche Diskografie dokumentiert das große musikalische Spektrum Alsens. Innerhalb der Toscanini-Edition erschien eine vollständige Aufnahme der Meistersinger von Nürnberg von den Salzburger Festspielen des Jahres 1937 mit Herbert Alsen als Pogner.

## Diskografie

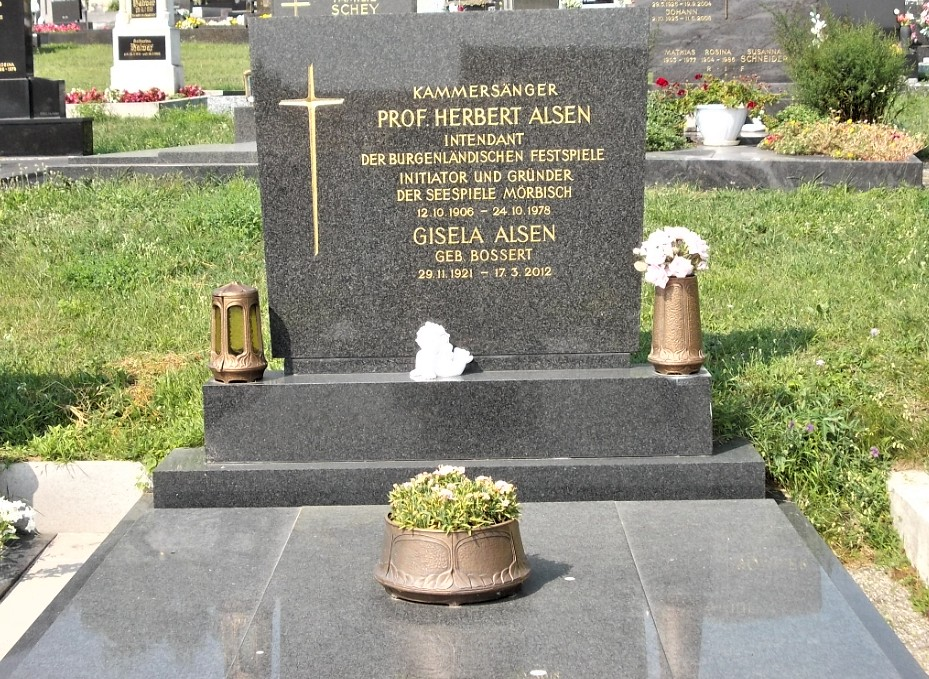
Grabstätte von Herbert und Gisela Alsen

- Die Zauberflöte (1937), 1988, OBV.
- Die Meistersinger von Nürnberg (1944), 1994, OBV. Grabstätte von Herbert und Gisela Alsen
- Polifemo (1944), 1995, OBV.
- Die Meistersinger von Nürnberg (1937), 1997, OBV.
- Daphne (1944), 1999.[15]
- Macbeth (1943), 2000, OBV.
- Fidelio (1944), 2001.[16]
- Die Entführung aus dem Serail (1945), 2000.[17]
- Siegfried (1949)[18]
- Dokumente einer Sängerkarriere, 2003.[14]
- Salome (1954), 2005, OBV.